# Versionenfilm
Als Versionenfilme oder Mehrsprachenversionen (MLV, Akronym von Multiple Language Versions) bezeichnet man Filme, die zusätzlich in anderen Sprachen neu gedreht wurden, um sie in die entsprechenden Länder exportieren zu können. Bei diesem Produktionsverfahren der Filmübersetzung sprechen die Schauspieler die jeweilige Sprache des Ziellandes selbst.
Die fremdsprachigen Fassungen werden Sprachversionen genannt, die zwar aufgrund ihrer Produktionsweise eigenständige Filme darstellen, jedoch im Gegensatz zur Neuverfilmung einem fast unveränderten Drehbuch folgen und zumeist von derselben Produktionsfirma hergestellt werden. Außerdem werden Versionenfilme in der Regel schon während der Vorbereitungsphase des Films als solche geplant, eine Neuverfilmung hingegen entsteht nach der Vorlage eines bereits veröffentlichten Films; der Entschluss dazu ist meist von dessen Popularität oder künstlerischer Bedeutung abhängig.
Im Vergleich zur Synchronisation bietet das Drehen von Versionenfilmen als Übersetzungsmöglichkeit mehr Spielraum, besser auf kulturelle Unterschiede einzugehen. Die Dialoge müssen nicht an die Bilder und deren zeitliche und visuelle Vorgaben angepasst werden, und unverständliche nationale Kontexte können leichter herausgenommen bzw. neue kulturelle Bezüge eingebaut oder ersetzt werden. Aber aufgrund der erheblich höheren Produktionskosten ist dieses Verfahren wirtschaftlich nicht effizient, so wurde es zu Beginn der Tonfilmära nur wenige Jahre lang verwendet.

## Erste internationale Vermarktungsstrategie von Tonfilmen
Mit der technischen Entwicklung des Tonfilms Ende der 1920er Jahre war die internationale Vermarktung erheblich eingeschränkt, die Dialoge wurden im Ausland kaum verstanden und die Variante mit Untertitel wurde in den größten Abnehmerländern nicht angenommen. Bevor die Filmsynchronisation technisch ausgereift war, suchte man nach einer anderen Möglichkeit, Exportversionen in den entsprechenden Landessprachen anzufertigen.
Eine Stummfilmversion mit leicht austauschbaren Zwischentiteln reichte für einen internationalen Erfolg nicht mehr aus, denn ab 1929 erfolgte eine rasante Umrüstung der Kinos mit Tonfilmapparaturen, so waren beispielsweise in Deutschland bereits 1932 drei Viertel der deutschen Lichtspielhäuser in Tonfilmkinos umgewandelt. Um den lukrativen Markt der großen Sprachräume Europas weiter zu bedienen, fertigten die großen Filmstudios neu inszenierte fremdsprachige Versionen ihrer Filmprodukte an, sogar für das britische Publikum, das den amerikanischen Akzent anfangs ablehnte. So wurden Mehrsprachenversionen vorrangig für Frankreich (44 %) und Deutschland (26 %) hergestellt, aber auch Großbritannien (9 %), Spanien (8 %) und Italien (6 %) produzierte bzw. importierte Versionen in ihrer jeweiligen Muttersprache. Die großen amerikanischen und europäischen Filmstudios entwickelten unterschiedliche Methoden, solche Exportprodukte anzufertigen.
In den USA wurden Mehrsprachenversionen als Übersetzungsmethode zuerst aufgegeben. Nachdem Metro Goldwyn Mayer im Jahr 1930 knappe 50 fremdsprachige Exportfassungen anfertigte und 1931 noch mehr als 30 Versionenfilme produzierte, entschied sich der Konzern noch im Sommer desselben Jahres, dieses Verfahren einzustellen und nur noch die kostengünstigere Synchronisation anzuwenden. Auch Warner Brothers beendete das Herstellen von Versionenfilmen zum gleichen Zeitpunkt. Grund dafür waren die hohen Produktionskosten, denn jede zusätzliche Sprachversion erhöhte diese um etwa 70 Prozent und der erzielte Umsatz im Ausland konnte dies nicht rechtfertigen.
In Europa hielt man an dieser Exportstrategie noch einige Jahre länger fest. Vor allem das deutsche Unternehmen Universum Film AG (UFA) war besonders in den Jahren 1931 bis 1933 aktiv und erstellte vor allem französische Versionen ihrer exklusiven Ausstattungsfilme, produziert von Erich Pommer, der bereits in Hollywood Erfahrungen gesammelt hatte. Damit erschloss sich nicht nur der Markt der frankophonen Staaten, sondern auch im spanischen Sprachraum konnten diese Fassungen erfolgreich verbreitet werden.
Obwohl Mehrsprachenversionen eine optimale Übersetzungsmethode darstellte, da kulturelle Eigenheiten des jeweiligen Ziellandes problemlos aufgegriffen werden konnte, stand es wirtschaftlich gesehen nicht im angemessenen Verhältnis zu den hohen Produktionskosten, denn auch hier bedeutete jede Sprachversion eine Budgeterhöhung um etwa 70 Prozent. Die weitaus günstigere Alternative der Filmübersetzung war die Synchronisation, dessen technische Entwicklung schon 1932 geeignete Tonmisch- und Schnittverfahren hervorbrachte. Die anfänglich heftige Kritik gegen die Abtrennung von Körper und Stimme ließ nach, das Publikum gewöhnte sich allmählich an die neuen Stimmen, so dass sich diese „akustische Version“ in den großen Sprachräumen bald schon durchsetzte. In kleineren Ländern griff man auf die ökonomischste Übersetzungsvariante zurück, die Untertitelung. Die Blütezeit der Versionenfilme endete etwa 1935, obwohl noch bis in die 1940er Jahre vereinzelt Mehrsprachenversionen hergestellt wurden. Spätere Experimente mit Versionenfilmen (The Moon Is Blue / Die Jungfrau auf dem Dach von 1953) setzten sich nicht durch.

## Unterschiedliche Produktionsmethoden der großen Filmstudios

### US-Filmkonzerne
Durch die technische Entwicklung des Tonfilms um 1928 verlor die US-Filmindustrie ihre Führungsposition auf dem internationalen Markt. Um das Publikum in den bedeutenden Abnehmerländer, vor allem in Europa, wieder zu erreichen, mussten die gesprochenen Dialoge in die jeweilige Landessprache übersetzt werden. Eine Möglichkeit war das Herstellen von Mehrsprachenversionen, indem der gleiche Film in denselben Kulissen mit gleicher Kameraeinstellung nach gleicher Drehbuchvorlage nachgedreht wurde („double shooting“), wobei muttersprachliche Schauspieler zum Einsatz kamen. Diese Methode war sehr kostspielig, so versprach man sich Kostenteilung durch Co-Produktionen mit europäischen Firmen und gleichzeitig die Möglichkeit namhafte Schauspieler der Zielländer verpflichten zu können.
Die großen US-Filmstudios hatten für jede Sprachversion eigenständige Gruppen, bestehend aus muttersprachlichen Darstellern, Drehbuchautoren und Regisseure, so dass sehr autarke Werke als fremdsprachige Fassungen entstanden. Diese Vorgehensweise war wirtschaftlich sehr unrentabel, so waren bereits Ende 1931 die meisten Mitarbeiter wieder nach Europa heimgeschickt worden. So ist Anna Christie (1930) mit Greta Garbo von Clarence Brown, dessen sehr eigenständige deutsche Version von Jacques Feyder auch auf dem Gelände von MGM im direkten Anschluss unter Nutzung gleicher Filmkulissen und Kameraeinstellungen gedreht worden ist, einer der wenigen bekannten amerikanischen Versionenfilme.
Weltbekannte Stummfilmstars wie Laurel & Hardy als auch Buster Keaton (z. B. in Casanova wider Willen von 1931; englischer Titel Parlor, Bedroom & Bath) konnten nicht ersetzt werden, so versuchte MGM zeitweilig, diese Schauspieler mittels phonetischer Reproduktion die Fremdsprachen aufsagen zu lassen, so genannte phonetische Versionen. Wurden die Dialoge anschließend von Muttersprachlern nachsynchronisiert, nannte man dies optische Version, deren Unkosten etwa 15 bis 20 Prozent des Originals ausmachten.
Bekanntes Beispiel eines MVL-Films der Universal Studios ist der Horrorfilm Dracula (1931), der in englischer Sprache tagsüber vom Regisseur Tod Browning mit Bela Lugosi in der Titelrolle gedreht wurde. Des Nachts wurden in denselben Filmkulissen und nach gleichem Drehbuch die spanische Sprachversion Drácula mit Carlos Villarías als untoter Graf und Lupita Tovar als weibliche Hauptperson unter der Regie von George Melford, der wegen mangelnder Spanischkenntnisse mit einem Dolmetscher zusammenarbeitete, angefertigt. Die Unterschiede der Versionen in Filmlänge und Montage der Sequenzen sind vor allem auf die unterschiedlichen Herangehensweisen der Regisseure zurückzuführen, außerdem musste Melford weniger auf den amerikanischen Sittenkodex Rücksicht zu nehmen.
Die Warner Brothers produzierten 1930 vier der John-Barrymore-Erfolge auch für den südamerikanischen Markt als spanische Versionen mit dem Spanier Antonio Moreno unter der Regie des Mexikaners Ramón Novarro, außerdem 4 französische und 6 deutsche Sprachversionen. Von Februar bis Juni 1931 wurden Versionenfilme ausschließlich in England in den Teddington Studios angefertigt, insgesamt 13 französische Versionen, und danach vollkommen eingestellt.
Die Produktionsfirma Paramount Pictures erkannte sehr früh, dass die äußerst aufwendige Anreise von europäischen Schauspielern minimiert werden konnte, wenn sie einen neuen Standort an der Ostküste aufbauten. Ende 1928 eröffnete Paramount das Astoria-Studio in New York City unter der Leitung von Walter Wanger. Mit dem französischen Cabaret-Künstler Maurice Chevalier wurden viele erfolgreiche Filmoperetten auch als französische Versionen gedreht, unter anderem das Tonfilmdebüt von Ernst Lubitsch Love Parade / Parade d'amour (1929), The Big Pond / La Grande Mare (1930) von Hobart Henley, sowie One Hour with You / Une heure près de toi (1932) erneut von Ernst Lubitsch.

### Paramountstudio in Joinville bei Paris
Paramount Pictures hatte eine andere Strategie als MGM und die restlichen US-Studios bei der Herstellung von Versionenfilmen. Sie wollten das Talent europäischer Schauspieler und Filmemacher vor Ort nutzen und die Steuervorteile in Frankreich ausnutzen. Im Winter 1929/30 kauften sie zu diesem Zweck ein Gelände bei Joinville, südöstlich von Paris, für 10 Millionen Dollar von der französischen Firma Ciné-Romans und errichteten dort sechs Tonstudios der französischen Firma „Les Films Paramounts“ unter der Leitung von Robert T. Kane.
Die Produktion fand bei Tag und Nacht statt. Tagsüber waren die Räume von den französischen, deutschen, ungarischen, portugiesischen und spanischen Filmteams belegt, des Nachts fanden die italienischen, polnischen, schwedischen und tschechischen Dreharbeiten statt. Typische Praktiken der Joinville-Produktionen waren beispielsweise jede Version von einem anderen muttersprachlichen Regisseur durchführen zu lassen, auch hervorragende Drehbuchautoren oder Theaterschauspieler mit großen Namen wurden verpflichtet. Zuerst dienten erfolgreiche US-Filme als Vorlage und wurden dort in möglichst vielen Sprachen reproduziert. Beispielsweise wurde die Oscar-nominierte Literaturverfilmung Sarah and Son aus dem Jahr 1930 in Joinville erneut in Französisch (Toute sa vie), Deutsch (Wiegenlied), Schwedisch (Hjärtats röst), Italienisch (Il richiamo del cuore), Spanisch (Toda una vida), Portugiesisch (A Canção do Berço) und Polnisch (Glos serca) hergestellt. Schon Ende 1930 waren 66 Spielfilme nach dieser breit angelegten Produktion in Serie in bis zu zwölf Sprachen fertiggestellt. Danach wurde die Sprachvielfalt auf die zentralen Märkte Europas beschränkt, so erhielt z. B. das US-Filmdrama The Letter (1929) nur noch vier fremdsprachige Versionen, die auf Französisch (La lettre), Deutsch (Weib im Dschungel), Spanisch (La carta) und Italienisch (La donna bianca) im europäischen Joinville-Studio gedreht wurden.
Doch 1931 begann Paramount, eine neue Strategie zu verfolgen. Um zugunsten der Quota-Gesetze Filme als französisch anerkennen zu lassen, verzichtete man auf eine Vorlage aus den Staaten und begann, französische Theaterstücke, insbesondere von Marcel Pagnol, die in Europa erfolgreich waren, zu adaptieren. So entstand Marius 1931 als rein französischer Film mit einer deutschen und schwedischen Version.
Da die Auslastung der Studios schon 1931 rückläufig war, setzte man einen neuen Schwerpunkt zur Exportfähigkeit der Filmproduktionen. Die technische Ausrüstung zur Nachsynchronisation wurde angeschafft und unter der Aufsicht des dortigen deutschen Produktionsleiters Karol Jakob begann die Produktion von Synchronfassungen von Paramounts Hollywood- und Astoria-Filmen. Bis 1933 waren die Joinville-Studios in Betrieb.
Die Versionenfilme von Paramount zählen weitestgehend zu den verschollenen Filmen bis auf deren englische Primärfassungen, wenige schwedische Sprachversionen (z. B. Marius) und wenige spanische Versionen (z. B. Topaze).

### British International Pictures in Elstree
Schon Mitte der 1920er Jahre entstanden in der europäischen Filmbranche Pläne, eine Allianz unter den visionären Namen „Film-Europa“ zwischen den führenden Firmen zu bilden, um sich neben den US-Studios auf dem Weltmarkt etablieren zu können. Mit der Einführung des Tonfilms erhoffte man, dieser Strategie mithilfe der Produktion von Mehrsprachenversionen umsetzen zu können, wobei man einerseits auf internationalen Charakter und andererseits auf kulturelle Varianz achtete, indem die einzelnen Sprachversionen mit teilweise angepassten Dialogen und unterschiedlicher Starbesetzung versehen wurden.
1927 ließen sich die neu gegründeten Filmgesellschaften Gaumont British und BIP am Studiostandort Elstree bei London nieder mit dem ambitionierten Ziel, ein „britisches Hollywood“ zu schaffen.
Bereits ein Jahr zuvor hatte John Maxwell die British National Studios erworben, diese in einen vertikal strukturierten Filmkonzern umgebaut und in British International Pictures umbenannt, um seine Produkte auf dem internationalen Filmmarkt erfolgreich platzieren zu können.
Anfang 1928 begann Maxwell seinen Plan umzusetzen, auf dem kontinentaleuropäischen Markt Fuß zu fassen. Der Erwerb der Berliner Verleihfirma Südfilm AG sollte das Vorführen eigener Produktionen in Deutschland erleichtern. Bei Vertragsabschluss konnte BIP außerdem den deutschen Produzenten und Regisseur Richard Eichberg für eine zukünftige Mitarbeit verpflichten. Als ein Jahr später die Elstree-Studios im Sommer 1929 für Tonfilmaufnahmen fertig umgerüstet waren, holte man Richard Eichberg nach England, indem man ihn für drei Mehrsprachenversionen engagierte. Sein erster Versionenfilm war The Flame of Love (deutsche Fassung Hai-Tang. Der Weg zur Schande), ein Drama um eine chinesische Tänzerin im russischen Kaiserreich, die in beiden Sprachversionen von Anna May Wong gespielt wurde. Die Produktionsarbeiten begannen im November 1929, dabei wurde die von BIP typische Vorgehensweise angewandt, mit zwei unterschiedlichen muttersprachlichen Besetzungen aber demselben technischen Stab beide Sprachversionen parallel zu drehen. Eine weitere französische Version Haï-Tang wurde erst einige Wochen später hergestellt, als die finanzielle Beteiligung der französischen Produktionsfirma von Jacques Haïk feststand. Der internationale und kommerzielle Erfolg blieb aus, Eichbergs weitere zwei MLV-Produktionen, Night Birds/ Der Greifer (1930) und Let's Love and Laugh/ Die Bräutigamswitwe (1930/31) wurden nur noch in Englisch und Deutsch angefertigt.
Die bekanntesten BIP-Versionenfilme entstanden unter der Regie von Ewald André Dupont. Seine erste Verfilmung der Titanic-Katastrophe Atlantic, welche neben der englischen Fassung parallel am Set als deutsche Sprachversion (Atlantik) zwischen Juni und Juli 1929 gedreht wurde, war nicht nur die erste britische Mehrsprachenproduktion, sondern auch der erste Tonfilm in deutscher Sprache. Die deutsche Erstaufführung fand am 28. Oktober 1929 in Berlin statt und zog großes Interesse auf sich. John Maxwell kommentierte, dass seine Entscheidung für die Mehrsprachenversion die Anwendung ganz gewöhnlicher wirtschaftlicher Prinzipien sei. Einige Wochen später wurde unter selber Regie eine französische Version (Atlantis) angefertigt, alle drei Fassungen ernteten sehr positive Kritiken und erzielten international respektable Einspielergebnisse, nur nicht auf dem US-Markt. Duponts anschließende Filme Two Worlds/ Zwei Welten/ Les deux mondes (1930), eine tragische Liebesgeschichte in der Zeit des Ersten Weltkriegs, und Cape Forlorn/ Menschen im Käfig/ Le cap perdu (1930) entstanden von Anbeginn in drei Sprachversionen.
Auch britische Regisseure wurden für Mehrsprachenversionen beauftragt, so sollte Alfred Hitchcock seinen dritten Tonfilm Murder! sowohl in Englisch als auch in Deutsch drehen, doch die deutsche Version Mary. Sir John greift ein erreichte nicht die gleiche Qualität der Dramaturgie und der schauspielerischen Leistung.
Ab Mitte 1932 änderte Maxwell seine Produktionsstrategie, indem er Rechte an ausländischen kommerziell erfolgreichen Filmen kaufen wollte, um davon englische Fassungen als Remake in den eigenen Studios nachzudrehen, mit der Option, Bildmaterial von Massenszenen wiederverwenden und eventuell polyglotte Stars der Originalfassung einsetzen zu dürfen. Verhandlungen mit dem UFA-Vorstand wurden geführt, doch die finanziellen Vorstellungen der Vertragspartner wichen zu sehr voneinander ab. Zum Beispiel verlangte Maxwell in den Verhandlungen zu Gustav Ucickys Film Im Geheimdienst (1931) ... die Ueberlassung des Kleides, welches Brigitte Helm in dem Film getragen hat, sowie des deutschen Negativs zum Doubeln einiger Szenen.
1934 stellte BIP beispielsweise eine Neuverfilmung des erfolgreichen deutschen Musikfilms Ein Lied geht um die Welt von Richard Oswald aus dem Jahr 1933 mit dem beliebten deutschen Tenorsänger Joseph Schmidt her. Beide Stars waren wegen ihrer jüdischen Wurzeln nach der Machtergreifung Hitlers aus Deutschland geflohen. Im Juni 1934 fanden die Dreharbeiten in den Elstree-Studios mit demselben Regisseur, Kameramann und Hauptdarsteller innerhalb von zwei Wochen statt, ein Drittel des Filmmaterials konnte von der Originalfassung wiederverwendet und die Außenaufnahmen aus Venedig mit Inserts englischer Dialoge versehen werden.

### Ufa-Atelier Neubabelsberg
Als die deutsche Filmgesellschaft Universum Film AG 1927 kurz vor dem Ruin stand, erwarb der Hugenberg-Konzern deren Anteile und beauftragte den Generaldirektor Ludwig Klitzsch, mit strengem Sparkurs und neuer Struktur die UFA wieder auf Erfolgskurs zu bringen. Die Entwicklung der Tonfilmtechnologie 1927/28 wurde vorerst nur beobachtet, doch im April 1929 entschloss man sich letztendlich zur kostenintensiven Umstellung, nachdem ein Vertrag inklusive einer "Meistbegünstigungsklausel" mit der Tobis-Klangfilm ausgehandelt wurde.
Ein völlig neues Gebäude mit vier kreuzweise angeordneten Tonfilmateliers, welches den akustischen Anforderungen entsprach, das so genannte Tonkreuz, wurde zu diesem Zweck errichtet. Ende September 1929 war es fertiggestellt, so fanden dort die Arbeiten zum ersten in Deutschland produzierten Tonspielfilm Melodie des Herzens unter der Regie von Hanns Schwarz statt. Dieser war zuerst als Stummfilm geplant und die Dreharbeiten waren schon im Mai desselben Jahres in Budapest begonnen, doch dann beschloss man Dialogszenen hinzuzufügen und neben der Stummfilmfassung gleichzeitig eine deutsche, eine französische (Mélodie du coeur), eine englische (Melody of the Heart) und eine ungarische Version (Vasárnap délután) herzustellen mit jeweils Dita Parlo und Willy Fritsch in den Hauptrollen.
Für den zweiten Tonfilm konnte der Produktionschef Erich Pommer über seine Paramount-Kontakte den deutschen Oscar-Preisträger und Stummfilmstar Emil Jannings bereits im Mai 1929 nach Berlin zurückholen, gewann im August Dr. Karl Vollmoeller als dramaturgischen Berater dazu und verpflichtete gleichzeitig den erfolgreichen Hollywoodregisseur Josef von Sternberg für die Literaturverfilmung Der blaue Engel, adaptiert von Carl Zuckmayer. Im Oktober wurde Marlene Dietrich für die Rolle der Varietékünstlerin „Lola Lola“ verpflichtet, die Dreharbeiten fanden von November 1929 bis Januar 1930 statt, wobei die englische Version mit denselben Darstellern parallel dazu aufgenommen wurde. Nicht nur der Film wurde ein großer Erfolg, sondern auch die von Friedrich Hollaender komponierten Lieder „Ich bin von Kopf bis Fuß auf Liebe eingestellt“ (engl. Titel Falling in Love Again (Can’t Help It)) und „Ich bin die fesche Lola“ (engl. Titel „Naughty Lola“), welche Marlene Dietrich sowohl in Deutsch als auch in Englisch sang, wurden weltberühmt.
Damit begann die Zeit der UFA-Versionenfilme in den Neubabelsberger Studios mit einer sehr effizienten und erfolgreichen Produktionsstrategie. Bei der Besetzung suchte man Schauspieler aus, die zwei oder mehr Sprachen beherrschten und somit in verschiedenen Versionen eingesetzt werden konnten. Vor allem die polyglotten Hauptdarstellerinnen wie Lilian Harvey, Renate Müller oder Käthe von Nagy wurden dadurch zu europäischen Stars. Auch für die weiteren Hauptrollen wählte man Schauspieler, die in den Zielländern berühmt waren, so wurde beispielsweise Willy Fritsch in den französischen Exportversionen kontinuierlich durch Henri Garat ersetzt.
Die Dreharbeiten der fremdsprachigen Fassungen fanden parallel statt, muttersprachliche Schauspieler und mehrsprachige Stars spielten Szene für Szene in denselben Filmkulissen unter den Anweisungen desselben Regisseurs, dem bei sprachlichen Unsicherheiten ein Dialogregisseur assistierte. Das technische Produktionsteam blieb gleich, auch Kameraeinstellungen und Filmsequenzen wurden kaum verändert. Das setzte wenig Veränderung am Drehbuch voraus, so sind in den Ufa-Versionenfilme meist nur geringe kulturelle Varianzen in den verschiedenen Sprachversionen zu finden, kleinere wie Namensänderungen von Personen und Orten oder unterschiedliche Accessoires. Der zuständige Produzent Erich Pommer war danach bestrebt, die Handlung so generell wie möglich anzulegen: Oberstes Gesetz ist der Stoff. Schon die Idee muß die Basis geben für ein Weltverständnis und das Drehbuch unbedingt den international ziemlich gleichen großen Sehnsüchten der Menschen Rechnung tragen.
Um eine internationale Vermarktungsstrategie bemühte sich der Vorsitzende der Auslandsabteilung Berthold von Theobald in Übersee, Großbritannien und Frankreich, um Finanzierungsmodelle für die kostspieligen Exportversionen auszuhandeln. Über die UFA-Niederlassung in New York hatte man sich vergeblich um US-amerikanische Handelspartner versucht, so sah man bald von einer Etablierung auf dem US-Markt ab. Dafür konnten 1930 die bereits gedrehten englischen Sprachversionen Melody of the Heart, The Blue Angel, The Love Waltz und The Temporary Widow an die britische Filmgesellschaft „British International Pictures“ verkauft werden. Auf Vorschlag des Firmenchefs John Maxwell wurde eine neue Strategie der Zusammenarbeit in Betracht gezogen: Veräußerung der Rechte für das Produzieren von englischen Fassungen mit der Möglichkeit, „Massenszenen“ der Primärfassung zu nutzen. Dieses Prinzip konnte sich wegen unterschiedlichen Vorstellungen der Kostenbeteiligung nicht durchsetzen, doch 1935 wurde BIP ermöglicht, die Literaturverfilmung Emil und die Detektive von 1931 unter der Regie von Milton Rosmer nachzudrehen, wobei Szenenstücke der Originalfassung von der UFA gekauft und verwendet wurden. Im Produktionsjahr 1932/33 wurde mit dem Filmkonzern „Gaumont-British“ kooperiert, dabei entstanden englischsprachige Versionen von zwei Lilian-Harvey-Filmen, Happy Ever After und The Only Girl, das Lustspiel Early to Bed als auch das Fliegerabenteuer F.P.1.
Weitaus erfolgreicher waren von Theobalds Kontakte nach Frankreich, denn über die französische Tochterfirma „Alliance Cinématographie Européenne“ (ACE) konnten Vorfinanzierungen landessprachiger Versionen mittels Darlehen von der französischen Regierung ermöglicht werden. Somit entschloss man sich im April 1930, anstelle der vorgesehenen englischen Sprachversion von Die Drei von der Tankstelle eine französische Fassung mit dem Titel Le chemin du paradis herzustellen. Seither verlagerte sich der Schwerpunkt der Ufa-Exportproduktion auf Frankreich. Vor allem die Musikfilme mit Lilian Harvey, die zusammen mit dem Schauspieler Henri Garat das beliebte französische Traumpaar darstellte, wurden sehr erfolgreich.
Die Ufa fertigte insgesamt 62 französische Versionen an, deutlich mehr als die 13 englischen Sprachfassungen. Die französischen Sprachversionen wurden außerdem in Mittel- und Südeuropa vermarktet, da dort das Publikum den deutschsprachigen Filmen ablehnend eingestellt war. Vor allem aber erschloss sich damit der frankophone und spanische Sprachraum, der wegen seiner unterschiedlichen Dialekte die französischen Filme mit Untertitel bereitwillig akzeptierte.

## Indische Versionenfilme
Da es in Indien mehrere Amtssprachen gibt, haben sich auch mehrere Filmzentren entwickelt. Im Norden wird vorrangig Hindi gesprochen, im Süden des Subkontinents sind an der Westküste Marathi, Kannada und Malayalam Hauptsprachen, an der Ostküste Tamil und Telugu.
Schon bei der Einführung des Tonfilms bediente man sich auch der Produktion von Versionenfilmen, so drehte beispielsweise der Regisseur V. Shantaram zeitgleich zu dem Hindi-Film Duniya Na Mane die Marathi-Sprachversion Kunku mit demselben Cast.
Auch noch in der heutigen Zeit ist das Anfertigen von Mehrsprachenversionen eine gängige Vermarktungsstrategie, da die lokalen Filmstars die Zuschauer in die Kinosäle anlocken sollen. Der derzeitige bekannte Regisseur Mani Ratnam hatte 2004 parallel zu seinem zweiten Hindi-Film Yuva eine tamilische Sprachversion mit dem Titel Aaytha Ezhuthu gedreht, worin die Rollen von Abhishek Bachchan, Ajay Devgn und Vivek Oberoi durch die tamilischstämmigen Schauspieler R. Madhavan, Surya Sivakumar und Siddharth ersetzt wurden. Sechs Jahre später drehte er den Thriller Raavanan in tamilischer Sprache mit Vikram und Aishwarya Rai in den Hauptrollen, zeitgleich die Hindi-Sprachversion Raavan, wobei Abhishek Bachchan den männlichen Part an der Seite seiner Frau übernahm.